# Simulium aspericorne
Simulium aspericorne är en tvåvingeart som beskrevs av Alex Fain och Bafort 1976. Simulium aspericorne ingår i släktet Simulium och familjen knott.
Artens utbredningsområde är Kenya. Inga underarter finns listade i Catalogue of Life.